# Tsjerveno zname Sofia
Tsjerveno zname Sofia (Bulgaars: Червено знаме София) was een Bulgaarse sportclub uit de hoofdstad Sofia. Tsjerveno zname betekent Rode vlag. 

## Geschiedenis

### Voetbal
De club werd opgericht in 1949 na een fusie tussen Sredets opgericht in 1942) en Sportist (opgericht in 1939). Dat jaar werd de competitie stopgezet om hervormd te worden vanaf 1950. Acht clubs uit Sofia namen deel aan een kwalificatietoernooi, waarvan de top vijf zich plaatste. Tsjerveno zname werd derde en mocht daardoor in 1950 aantreden en werd zesde. Het volgende seizoen eindigde de club opnieuw zesde, echter was dat jaar de regel dat het slechts presterende team uit Sofia direct degradeerde, Stroitel Sofia, en het tweede slechts presterende team uit Sofia moest een play-off spelen teen een tweedeklasser. Ondanks de zesde plaats op twaalf teams moest Tsjerveno zname dus een play-off spelen, tegen Lokomotiv Sofia, en verloor beide wedstrijden, waardoor ze degradeerden. 
Het volgende seizoen in de tweede klasse werd de club vijfde. Er promoveerden ook vijf teams naar de hoogste klasse, maar om het overaanbod aan clubs uit de hoofdstad te beperken kreeg Spartak Plovdiv de voorkeur om te promoveren. Na een derde plaats in 1953 eindigde de club de volgende jaren in de middenmoot. Door een competitiehervorming na het seizoen 1956 degradeerde de club. 
Tijdens het seizoen 1963/64 fuseerde de club met CDNA Sofia tot CSKA Tsjerveno zname Sofia. 

### Ijshockey
De club had een succesvolle ijshockey-afdeling die negen keer landskampioen werd. In 1951, 1952, 1956 en van 1958 tot 1963. 